# Фумихико Маки
Фумихико Маки (на японски: 槇 文彦) е японски архитект.

## Биография
Роден е на 6 септември 1928 г. в Токио. Завършва Токийския университет през 1952 г., след което следва в Художествената академия „Кранбрук“ в Мичиган, където получава магистърска степен през 1953 г. След това завършва с магистърска степен по архитектура Харвардския университет през 1954 г.
През 1956 г. заема поста на доцент по архитектура в Университета „Уошингтън“ в Сейнт Луис, където проектира Центъра за изкуства „Стейнбърг Хол“. Тази сграда остава единствената му завършена работа в Съединените щати чак до 1993 г., когато завършва сградата на Центъра за изкуства „Йерба Буена“ в Сан Франциско. През 2006 г. той се завръща в Университета „Уошингтън“ в Сейнт Луис, за да проектира новата сграда на Художествения музей „Кемпър“ и „Уокър Хол“.
През 1960 г. се завръща в Япония, където участва във формирането на групата „Метаболизъм“.
През 1965 г. основава Maki and Associates.

## Творчество
- „Стейнбърг Хол“ на Университета „Уошингтън“ (1960-те, Сейнт Луис)
- Hillside Terrace (1969, Токио)
- работа по Expo '70, съвместно с Кендзо Танге и други (1970, Осака)
- Международно училище „Сейнт Мери“ (1971, Токио)
- Спортен център на префектура Осака (1972, Такаиши, префектура Осака)
- „Спирала“ (1985, Токио)[2]
- „Макухари Месе“ (Конферентен център „Макухари“) (1989, Чиба)
- Кампус на Университета „Кейо“ (1990, префектура Канагава)[3]
- Токийски столичен спортен център (1991, Сендагая, Токио)
- Център за изкуства „Йерба Буена“ (1993, Сан Франциско)[4]
- Крематориум „Казе-но-Ока“ (1997, Накацу)[5]
- Ансамбъл Global Gate (2000 – 2006, Дюселдорф)
- Офис сграда Solitaire (2001, Дюселдорф)
- TV Асахи (2003, Токио)[6]
- Републиканска политехника (2006, Сингапур)[7]
- Музей „Шимане“ на древно Изумо, Шимане (Изумо, 2006)[8]
- Художествен музей „Кемпър“ и „Уокър Хол“ на Университета „Уошингтън“ (2006, Сейнт Луис)[9]
- Делегация на Исмаилския имамат (2008, Отава)[10]
- Квадрат 3 в кампуса на „Novartis“ (2009, Базел, Швейцария)[11]
- Център за публично управление „Аненбърг“ на Пенсилванския университет (2009, Филаделфия)[12]
- Разширението на MIT Media Lab към Масачузетския технологичен институт (2009, Кеймбридж, Масачузетс)[13][14]
- 51 Astor Place (2013, Манхатън, Ню Йорк)[15]
- Кула 4 („Гринуич Стрийт“ 150) на новия Световен търговски център (2013, Манхатън)[16][17]
- Музей „Ага Хан“ (2014, Торонто)[18][19]

## Галерия
- Конферентен център „Макухари Месе“ (1989)
- Токийски столичен спортен център, Сендагая (1990)
- Библиотека „Накацу Обата“, Накацу Оита (1993)
- Център за изкуства „Йерба Буена“ (1993)
- Крематориум „Казе-но-Ока“ (1997)
- Хилсайд Уест (1998)
- Седалище на TV Асахи, Токио (2003)
- Национален институт за японски език, Токио (2005)
- Музей „Шимане“ на древно Изумо, Шимане (2006)
- Разширение на MIT Media Lab, Кеймбридж, Масачузетс (2009)
- 51 Astor Place в Манхатън (2013)
- Музей „Ага Хан“ в Торонто (2014)

## Признание и награди
- 1988 – Награда „Уолф“
- 1993 – Награда „Прицкер“
- 1993 – Златен медал на Международния съюз на архитектите
- 1999 – Praemium Imperiale за архитектура
- 2011 – Златен медал на Американския институт на архитектите